# Puerto Castilla (Spanyolország)
Puerto Castilla egy község Spanyolországban, Ávila tartományban. Puerto Castilla Solana de Ávila, Gil García, Nava del Barco, Navalonguilla, Losar de la Vera és Tornavacas községekkel határos. Lakosainak száma 98 fő (2024).

## Népesség
A település népessége az utóbbi években az alábbiak szerint változott:
| Lakosok száma | 151  | 146  | 140  | 122  | 107  | 112  | 116  | 106  | 114  | 98   |
|               | 2001 | 2004 | 2006 | 2009 | 2011 | 2014 | 2016 | 2019 | 2021 | 2024 |